# مشوو
مشوو (به صربی: Meševo) یک منطقهٔ مسکونی در صربستان است که در کروشواتس واقع شده‌است. مشوو ۶۲۶ نفر جمعیت دارد.